# مايك بنجامين
مايك بنجامين (بالإنجليزية: Mike Benjamin) هو لاعب كرة قاعدة أمريكي، ولد في 22 نوفمبر 1965 في يوكليد في الولايات المتحدة.

## وصلات خارجية
- مايك بنجامين على موقع دوري كرة القاعدة الرئيسي (الإنجليزية)
- مايك بنجامين على موقعبيزبول رفرنس.كوم (الدوري الرئيسي) (الإنجليزية)
- مايك بنجامين على موقعبيزبول رفرنس.كوم (الدوري الثانوي) (الإنجليزية)
- مايك بنجامين على موقع إي إس بي إن.كوم (أم.أل.بي) (الإنجليزية)
- مايك بنجامين على موقع مشجعي الرسوم البيانية (الإنجليزية)